# Kalambo (Tanganjikasee)
Der Kalambo ist ein Zufluss des Tanganjikasees in Ostafrika. Er bildet in seinem Unterlauf einen Teil der Grenze zwischen Sambia und Tansania.

## Geografie
Der Kalambo hat seine Quellen auf dem Ufipa-Plateau in der Region Rukwa, im Südwesten von Tansania. Er fließt zunächst in südliche Richtung. In seinem unteren Drittel knickt er nach Westen ab und bildet ab hier die Staatsgrenze. Unterstützt durch die kleinlandwirtschaftliche Nutzung dieses Abschnittes, existiert hier eine große Artenvielfalt. Er passiert zunächst die kleineren Sanzyefälle (⊙). Einige Kilometer weiter stürzt er den Kalambo-Wasserfall (⊙) hinab. Das Gebiet mit dem Kalambo-Wasserfall gehört mit zu den Sehenswürdigkeiten Afrikas. Sie sind mit ihren 221 m die zweithöchsten ununterbrochenen Wasserfälle in Afrika. Nahe dem Wasserfall liegt eine der seltenen Marabu-Kolonien. Nach dem Wasserfall fließt der Kalambo bis zur Mündung durch ein enges, steiles Tal, bis er 8 km weiter in den Tanganjikasee mündet.

## Hydrometrie
Der Kalambo kann sich bei starken Regenfällen von Februar bis April von 3 auf 20 Meter Breite ausbreiten. Am Kalambo-Wasserfall liegt der durchschnittliche Abfluss bei 13 m³/s. Der Kalambo fällt im Sommer regelmäßig trocken. Er hat ein Einzugsgebiet von etwa 3850 km². Der Abfluss des Kalambo wurde über 5 Jahre (1975–80) am Kalambo-Wasserfall, etwa 8 Kilometer oberhalb der Mündung, gemessen (in m³/s, Werte aus Diagramm abgelesen).

## Vorgeschichte
Oberhalb des Kalambo-Wasserfalls gibt es eine, als Kalambo Falls Prehistoric Site bekannte, archäologische Fundstätte. Dort wurden Belege für menschliche Aktivitäten gefunden, die fast 500.000 Jahre zurückreichen.

## Schutzstatus
Die archäologische Fundstätte (1997) und der Kalambo-Wasserfall selbst (2009) wurden in die Welterbe-Liste der UNESCO aufgenommen.